# Brexiella
Brexiella H.Perrier – rodzaj roślin należący do rodziny dławiszowatych (Celastraceae R. Br.). Obejmuje 2 gatunki występujące endemicznie na Madagaskarze.

## Morfologia
PokrójDrzewo lub krzew o nagich pędach.
LiścieNaprzeciwległe, całobrzegie, ząbkowane lub kolczasto piłkowane.
KwiatyObupłciowe.
OwoceKulistawe jagody.

## Biologia i ekologia
Rośnie w lasach wilgotnych i nadmorskich.

## Systematyka
Pozycja i podział według APWeb (2001...)
Rodzaj należący do rodziny dławiszowatych (Celastraceae R. Br.), rzędu dławiszowców (Celestrales Baskerville), należącego do kladu różowych w obrębie okrytonasiennych.
Wykaz gatunków
- Brexiella cymosa H.Perrier
- Brexiella ilicifolia H.Perrier